# 非可換幾何
数学における非可換幾何（ひかかんきか、noncommutative geometry）とは可換性が成り立たない（「積」について xy と yx が一致しない）ような代数構造に対する空間的・幾何学的な解釈を研究する分野である。通常の幾何学では様々な関数の積に関して可換性が要求されるが、その条件を外すことによってどんな現象がとらえられるかが追求される。

## 概要
20世紀における数学の発展の過程で、幾何学的なものである図形と、その上の関数のなす代数系のあいだに密接な関係があることが認識されるようになった。例えば、位相空間 X に対して X の上で連続な複素数値関数のなす環 C(X) が対応するように、一般的に図形の上で定まるような関数たちは可換環をなす。さらに、（X がコンパクトハウスドルフ空間であるときなど）多くの重要で妥当な状況設定のもとではじめに考えていた空間 X は関連づけられた関数たちのなす代数系から復元できることが知られている。したがって、一定の性質を持った図形に対応するような代数系を可換環の枠組みの中で公理的に特徴づけ、それらの代数系を考察することでもとの図形に関する幾何学的な情報を取り出すことができる。
一方、量子力学において物理量を互いに非可換な作用素として表すパラダイムを端緒として、関数解析学や数理物理学などの分野で仮想的な図形・空間上の関数たちを表すべき代数系として非可換な環が見いだされた。可換環と普通の幾何学的な図形との間の対応の類推から、非可換な環は通常の図形からの何らかの変形を表していると見なすことができる。この新しい非可換環のカテゴリーに対し、可換環から図形の情報を引き出すときに用いられた方法論を適用することで非可換環が表している仮想的な図形に対する幾何学的な情報を定式化することができる。こうして非可換な環から、それが表す「非可換空間」についての幾何学的な情報を得ることができるようになるが、このときには「空間」という言葉自体はもはや中間項としてしか存在していないことに注意しなければならない。
量子力学における物理量がヒルベルト空間上の有界線型作用素として表されるように、非可換空間に対応するべき非可換環の例ははじめ作用素環論によって多く与えられており、アラン・コンヌらにより作用素環論を中心とした非可換幾何が大きく発展させられているが、1980年代の量子群、1990年代の非可換代数幾何など作用素環論の枠組みを超えて数学の様々な分野で非可換な幾何学のパラダイムが発展させられている。

## 非可換な作用素環
ゲルファント表現によって可換 C*-環は局所コンパクト空間上の連続関数のなす代数系と見なせ、さらにもとの空間は可換C*-環から自然に復元することができる。したがって非可換な C*-環は通常の（局所）コンパクト空間を何らかの意味で変形した非可換な空間を表していると考えることができる。例えば局所コンパクト空間上の（連続または離散）力学系から図形の空間的な情報と力学系による時間発展の情報の両方を持つ非可換なC*-環が得られる。
局所コンパクト空間から得られる測度空間と可換フォン・ノイマン環の間の双対性から、非可換フォン・ノイマン環は非可換測度空間とよばれることもある。

## 非可換な可微分多様体
非可換な可微分多様体についての研究も非可換幾何の研究の大きな部分をなしている。通常の可微分多様体はその上のなめらかな関数のなす可換環と、接束、余接束などのベクトル束へのなめらかな切断によって特徴づけられる。これら切断の空間はなめらかな関数のなす代数上の加群の構造を持っている。また、この代数上の微分写像を理解するためには外微分やリー微分、共変微分の概念が重要な役割を果たす。非可換な場合には、問題になっている代数が非可換となり、微分形式の環と、外微分の概念を非可換環に対して意味を持つように定式化する必要がある。

## 非可換スキーム
スキーム、とくに射影代数多様体上の上の（準）連接層のなすアーベル圏の変形を考えることで、非可換スキームや非可換射影代数多様体と呼ぶべき対象が得られる。

## 非可換空間の例
ワイルの量子化
解析力学において導入されるシンプレクティックな相空間が正準交換関係を満たすような位置作用素と運動量作用素によって表される非可換な空間へと変形される。
葉層構造の葉の空間
多様体上に葉層構造があたえられたとき、同じ葉の上にある点を同一視して得られる葉の空間はしばしば、「絵に描ける図形」や可微分多様体などの「普通の図形」と比べて病的と見なされるような性質を持った空間になってしまう。各葉の上で畳み込みを積とする非可換な代数を考え、それをすべての葉についてあわせて得られる非可換な作用素環が葉の空間の上の関数の環を表していると考えることができる。
群作用による商空間
群 G が位相空間 X に作用しているとする。G の群環と X 上の関数環の接合積によって非可換な作用素環が得られる。これの中心が G の作用で不変な X 上の関数のなす代数に対応し、したがって古典的な意味での X の G 作用による商空間（の上の関数）を表していることになる。

## 歴史
ジョン・フォン・ノイマンによる作用素環論の創始において既に、作用素環は量子力学的な物理量に対する「座標」をあたえるための系として用いられている。その後ゲルファント・ナイマルクの定理などを通じて可換な作用素環が古典的な幾何学の対象に対応しており、非可換な作用素環論にも数々の類似が存在することや、古典的な理論の枠組みでは病的とも見なされるような対象が非可換な作用素環によって取り扱えることが認識されるようになった。
アラン・コンヌによる非可換幾何学の研究で用いられた技法の一部はより古い理論、例えばエルゴード理論にたどることができる。閉部分群による商として得られる等質空間への作用の類推から、任意のエルゴード的群作用を仮想的な部分群と見なすというジョージ・マッケイによる発想などが積極的に利用されている。

## 参考資料
- Connes, Alain (1994-12-06). Noncommutative Geometry. Academic Press. ISBN 0-12-185860-X
- アラン・コンヌ『非可換幾何学入門』丸山文綱訳、岩波書店、1999年8月27日。ISBN 4-00-005870-3。
- Noncommutative Geometry
- 前田吉昭："非可換微分幾何学入門", 日本数学会、2008年2008巻Autumn-Meeting1号、総合講演・企画特別講演アブストラクト
- 前田吉昭、佐古彰史：「非可換微分幾何学の基礎」、共立出版、ISBN 978-4320112070 (2020年11月30日）。